# Ina Peuten
Ina Peuten (* 1942, verheiratete Ina Vogel) ist eine ehemalige deutsche Badmintonspielerin. 

## Karriere
Ina Peuten ist eine der Begründerinnen des Badmintonsports beim ostdeutschen Traditionsverein Aktivist Tröbitz, dessen Sektion Federball sie seit den Gründungstagen 1957 angehörte. Sie wurde 1960 bei den Meisterschaften des Bezirks Cottbus mit dem Team Bezirksmeister durch ein 10:1 gegen den zweiten Staffelsieger, die TSG Lübbenau. In der folgenden überbezirklichen Qualifikation setzte sie sich mit Aktivist Tröbitz gegen die BSG Traktor Hilbersdorf und die SG Gittersee durch. Auch bei der DDR-Endrunde gewann Tröbitz alle Partien, wodurch sich Ina Peuten und Kollegen mit dem Titel des ersten DDR-Mannschaftsmeisters schmücken konnten. 
Ina Peuten ist seit vielen Jahren mit ihrem damaligen Mannschaftskollegen Klaus Vogel verheiratet und noch immer in Tröbitz zu Hause.

## Sportliche Erfolge
| Veranstaltung                                                      | Saison    | Disziplin  | Platz | Name |
| ------------------------------------------------------------------ | --------- | ---------- | ----- | --- |
| Bezirksmeisterschaft Cottbus (Qualifikation zur DDR-Meisterschaft) | 1959/1960 | Mannschaft | 1     | Aktivist Tröbitz (Gottfried Seemann, Annemarie Fritzsche, Gerolf Seemann, Joachim Ecknig, Helga Krüger, Hans Bräuer, Klaus Vogel, Ina Peuten) |
| DDR-Mannschaftsmeisterschaft                                       | 1959/1960 | Mannschaft | 1     | Aktivist Tröbitz (Gottfried Seemann, Annemarie Fritzsche, Gerolf Seemann, Joachim Ecknig, Helga Krüger, Hans Bräuer, Klaus Vogel, Ina Peuten) |